# 先天性風疹症候群
先天性風疹症候群（せんてんせいふうしんしょうこうぐん、英語: Congenital rubella syndrome, CRS）とは、妊娠中の女性が風疹に罹患した時に、胎内にいる胎児に感染する疾患の一群を指す。風疹ウイルスが胎児の細胞分裂を抑制し破壊する作用を有するために生じると考えられている。

## 概要
主に妊娠3ヶ月頃までの妊娠初期の女性の罹患が多い。発症する確率は妊娠1ヶ月で50%以上、2ヶ月で35%、3ヶ月で18%、4ヶ月で8%程度とされる。症状は心疾患、難聴、白内障、網膜症、肝脾腫、血小板の減少、糖尿病、発育や精神発達の遅れ、小眼球症などがあり、中でも心疾患、難聴および白内障の3つが三大症状と見なされている。なお、難聴については妊娠6ヶ月頃までの感染でも発症しうる。
また風疹の予防接種は生ワクチンなので、妊娠中に麻疹・風疹混合ワクチンや新三種混合ワクチンの予防接種を受けることは先天性風疹症候群の原因となるため禁忌となっており、女性はワクチン接種後2ヶ月間は避妊することが望ましい。